# Sigrid Löffler
Sigrid Löffler (* 26. Juni 1942 in Aussig, Reichsgau Sudetenland) ist eine österreichische Publizistin, Kulturkorrespondentin und Literaturkritikerin.

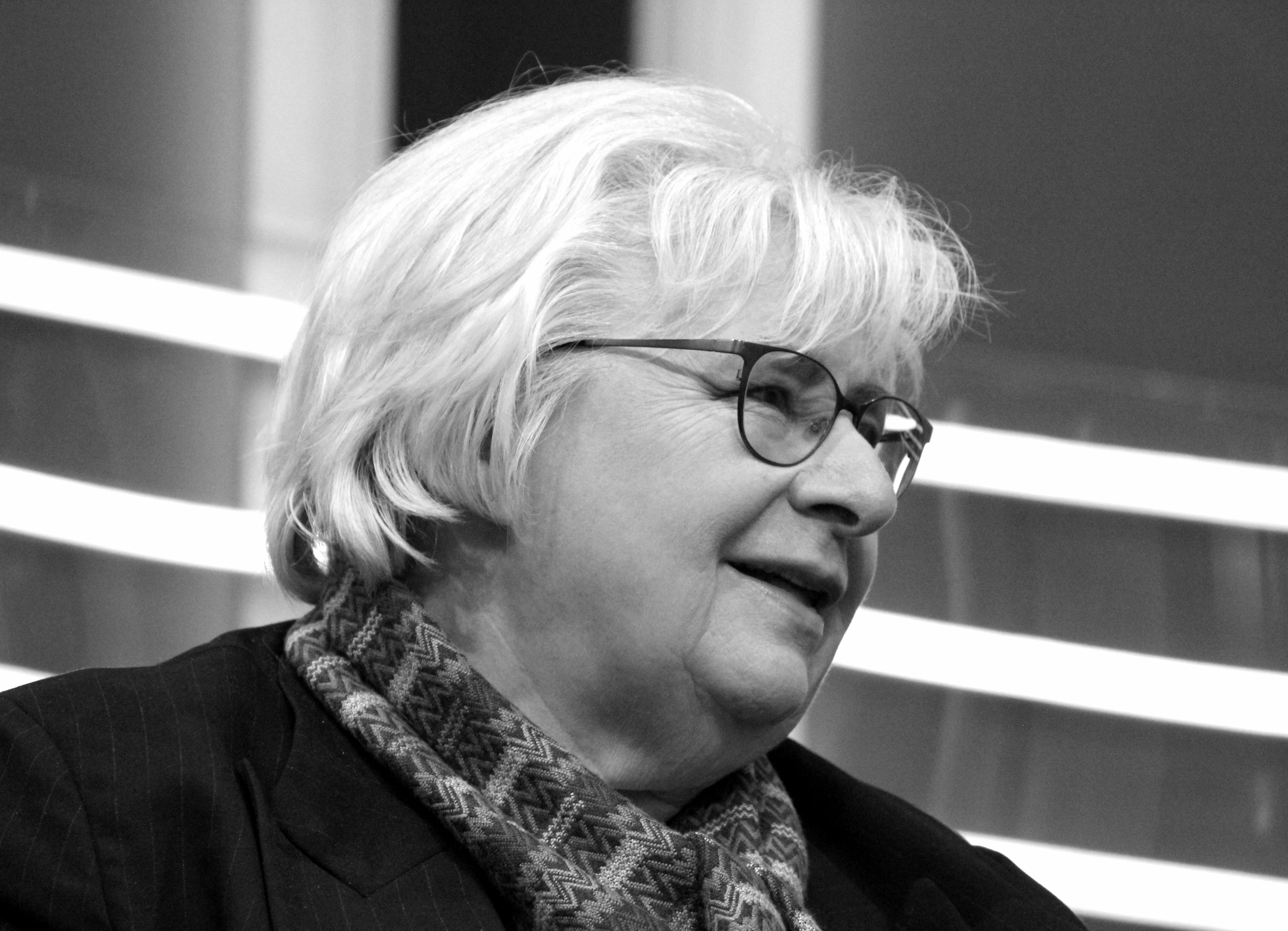
Sigrid Löffler auf der Leipziger Buchmesse 2018

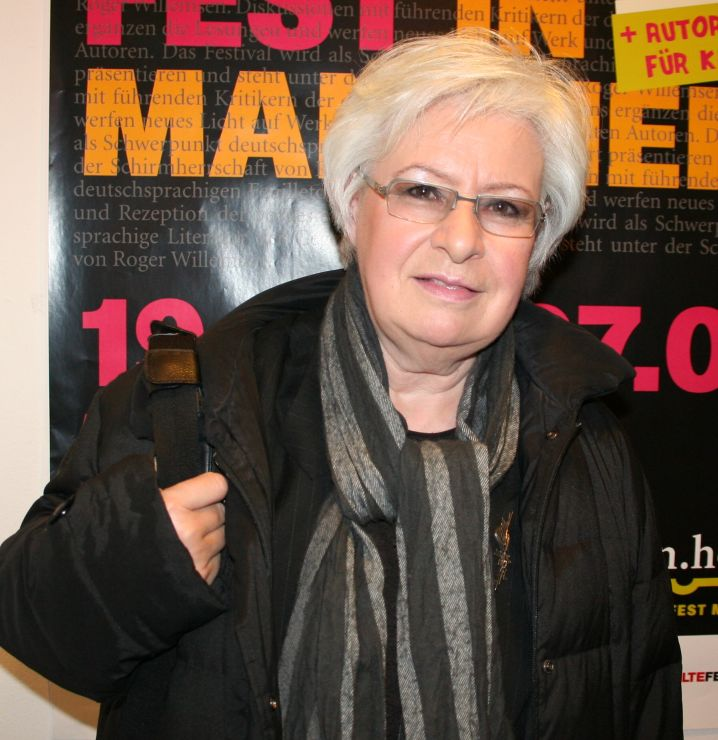
Sigrid Löffler (2009)

## Leben
Sigrid Löffler wuchs in Wien auf und studierte an der dortigen Universität Anglistik, Germanistik, Philosophie und Pädagogik mit dem Abschluss Magister. Sie war von 1968 bis 1972, nach einer Tätigkeit als Deutschlehrerin, Politikredakteurin der österreichischen Tageszeitung Die Presse.
Von 1972 bis 1993 gehörte sie der Redaktion des Nachrichtenmagazins profil an, wo sie zuletzt Leiterin des Kulturressorts und stellvertretende Chefredakteurin war. Als Kulturkorrespondentin arbeitete sie für verschiedene Zeitungen (z. B. Süddeutsche Zeitung, Die Zeit, Die Woche), Zeitschriften und Sendeanstalten. 
Von 1996 bis 1999 war sie Feuilletonchefin der Zeit, und aufgrund von Differenzen mit ihr kündigte der einflussreiche und langjährige (seit 1973) Theaterredakteur Benjamin Henrichs dort 1997.
Im Zeitraum von 1988 bis 2000 war Sigrid Löffler ständige Teilnehmerin der Kultursendung Das Literarische Quartett des ZDFs, die sie wegen einer Auseinandersetzung mit Marcel Reich-Ranicki verließ, die eine Besprechung des Buches Gefährliche Geliebte des Japaners Haruki Murakami ausgelöst hatte. Nach ihrem Ausstieg aus der Sendung im August 2000 wurde Sigrid Löffler Herausgeberin des Magazins Literaturen. Im September 2008 gab Löffler diese Position nach inhaltlichen Differenzen über die Ausrichtung der Literaturzeitschrift wieder auf.
Heftig kritisiert wurde sie für ihre Jury-Tätigkeit für den Stifter Alfred C. Toepfer, als sie 1991 – gemeinsam mit ihrer Co-Jurorin Gertrud Fussenegger – für die Verleihung des deutschen Grillparzer-Preises an Peter Handke eintrat. Löffler ist außerdem Mitglied der Jury des Literaturpreises der Leipziger Buchmesse und gehörte der Jury des Heinrich-Heine-Preises an. Zur geplanten Heine-Preisverleihung an Peter Handke erklärte Löffler am 2. Juni 2006 anlässlich der dazu entstandenen Kontroverse ihren Rücktritt aus der Jury. Sie brachte damit ihren Protest zum Ausdruck über diejenigen Juroren, die ihrer Meinung nach „haltlose wie rufschädigende Behauptungen über den Gekürten in Umlauf“ gebracht hätten. Über Martin Mosebach äußerte Löffler 2007 anlässlich der Verleihung des Georg-Büchner-Preises an den Schriftsteller, er sei als „Reaktionär“ dieser höchsten literarischen Auszeichnung im deutschsprachigen Raum unwürdig.
In Bezug auf ihre ursprünglich begonnene berufliche Laufbahn als Lehrerin erzählte Sigrid Löffler in einem Interview der Sendung Eins zu eins – Der Talk des Radio-Senders Bayern 2 im Dezember 2013: „Ich denke, ich wäre auch eine sehr schlechte Lehrerin geworden. Ich habʼs ja ein Probejahr noch gemacht und hab gesehen, dass ich dafür eigentlich gar kein Talent hab. Und dass es mich eigentlich auch eher entsetzt hat, die bloße Vorstellung, dass ich vielleicht jetzt 40 Jahre lang Englisch unterrichten soll und immer einer Schüler-Generation nach der anderen den Saxon genitive beibringen soll. Das hat mich eigentlich gar nicht interessiert. Ich wollte in erster Linie mich selber weiterbringen und selber etwas lernen und nicht andere etwas lehren.“
Löffler ist Jurorin der SWR-Bestenliste und Kolumnistin beim Radiosender Bremen Zwei von Radio Bremen.

## Auszeichnungen
- 1974: Dr.-Karl-Renner-Publizistikpreis
- 1991: Bayerischer Fernsehpreis
- 1992: Österreichischer Staatspreis für Kulturpublizistik
- 2001: Preis der Stadt Wien für Publizistik
- 2010: Ehrendoktorwürde der Universität Bielefeld, Fakultät für Literaturwissenschaft

## Veröffentlichungen (Auswahl)
- Kritiken, Portraits, Glossen. Deuticke, Wien 1995, ISBN 3-216-30152-4.
- Gedruckte Videoclips. Vom Einfluß des Fernsehens auf die Zeitungskultur. (Wiener Vorlesungen im Rathaus, Bd. 54.) Picus, Wien 1997, ISBN 3-85452-353-X.
- Gebrauchsanweisung für Österreich. Piper, München 2001, ISBN
- Die neue Weltliteratur und ihre großen Erzähler. Verlag C.H.Beck, München 2014, ISBN 978-3-406-65351-3.

Als Herausgeberin(2000–2008)
- Literaturen. Das Journal für Bücher und Themen. Friedrich Berlin Verlag/Ringier Verlag, Berlin, Oktober 2000 bis Frühjahr 2015, ISSN 1616-3451.